# Hasan Chalid
Hasan Chalid, Hassan Khaled, arab. ‏حسن خالد‎ (ur. 1921 w Bejrucie, zm. 16 maja 1989 tamże) – libański duchowny sunnicki, szejk, wielki mufti Republiki Libańskiej.

## Życiorys
Ukończył teologię islamską na Uniwersytecie Al-Azhar w Kairze. Zanim objął wysokie stanowiska w sunnickich instytucjach religijnych, był sędzią w sądach islamskich. W 1966 został wybrany wielkim muftim Republiki Libańskiej. W okresie libańskiej wojny domowej uczestniczył w działaniach na rzecz jej zakończenia. Zginął 16 maja 1989 w zamachu bombowym.